# نوونیکولسکی
نوونیکولسکی (انگلیسی: Novonikolsky) یک شهرک در شهرستان بلاگووشچنسکی باشقیرستان کشور روسیه است.